# Lenola
Lenola és un comune (municipi) de la província de Latina, a la regió italiana del Laci. El seu territori està dins la Reserva Natural del Monts Auruncs.
Lenola limita amb els següents municipis: Castro dei Volsci, Pastena, Pico, Campodimele, Fondi i Vallecorsa.
A 1 de gener de 2019 tenia 4.183 habitants.

## Història
Coneguda antigament com a Inola, Inula o Enola, la ciutat va ser conquerida pels romans al segle iv aC. Va ser el lloc d'un enfrontament entre l'exèrcit de Hanníbal durant la seva marxa per la Via Àpia cap a la Roma (c. 217 aC); en un lloc encara anomenat Valle di Annibale ("la vall d'Hanníbal") es van trobar restes d'armadures.
Després de la caiguda de l'Imperi romà occidental, Lenola va ser assetjada dues vegades pels llombards (581 i 595). El 846 va ser arrasada pels sarraïns. El 1138 va passar a ser una possessió de la família italo-normanda Dell'Aquila i el 1299, de la família Caetani.
Durant la Segona Guerra Mundial Lenola va patir diversos bombardejos. Alguns dels seus habitants van lluitar contra les forces d'ocupació alemanyes, com el futur president de la Cambra dels Diputats, Pietro Ingrao.

## Ciutats agermanades
- Grotte, Itàlia
- Montdragon, França
- Marmolejo, Espanya